# Politecnico di Danzica
L'Università Tecnica di Danzica (in polacco Politechnika Gdańska) è un'università tecnica statale con sede a Danzica, fondata nel 1904. È una delle università autonome più antiche della Polonia. L'università è organizzata in 9 facoltà, che contano più di 27.000 studenti impegnati nei corsi di laurea e di laurea magistrale. Gli studi sono articolati nel sistema a tempo parziale e a tempo pieno. La maggior parte delle facoltà possiede il diritto di concedere i titoli universitari.
Fino al 2007 il Dipartimento di Ingegneria e Scienza dei Materiali ha pubblicato la rivista Advances in Materials Science.

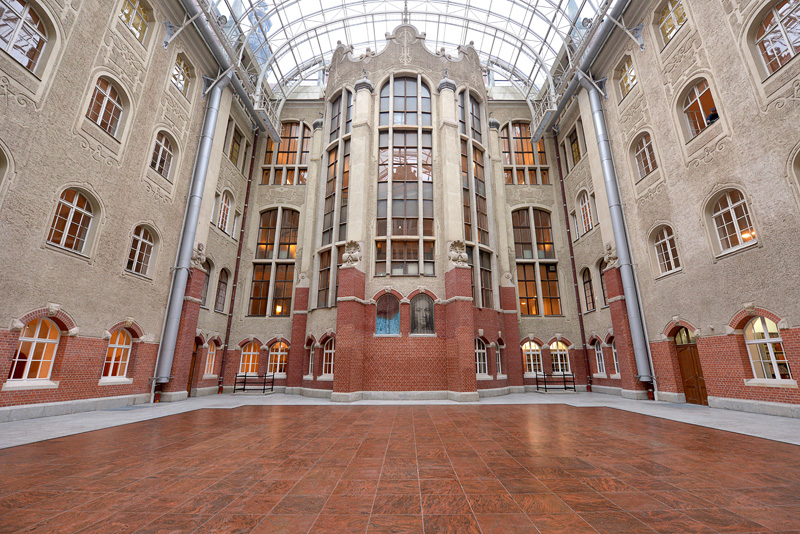
Il Cortile di Fahrenheit

## Patroni

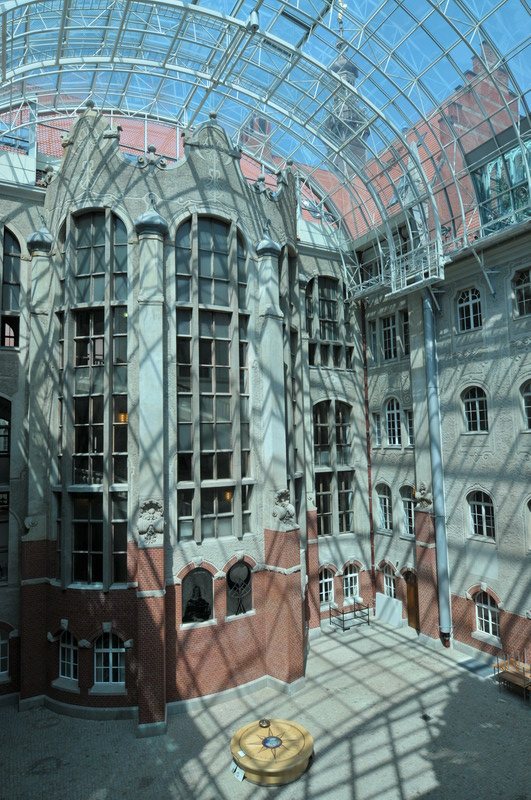
Il Cortile di Hevelius

Johannes Hevelius (Danzica, 28 gennaio 1611 – Danzica, 28 gennaio 1687) - insieme a Niccolò Copernico è il più famoso astronomo polacco. È stato il costruttore degli strumenti astronomici, l'inventore dell'orologio a pendolo, del periscopio e del micrometro, il fondatore del primo osservatorio astronomico fornito di cannocchiale. Tra i suoi interessi vi erano le stelle, i pianeti e le comete. Ha analizzato il fenomeno della librazione della Luna. Ha classificato 9 costellazioni e ha scoperto 4 comete. Fu il primo membro polacco della Royal Society di Londra. 
Daniel Gabriel Fahrenheit (Danzica, 24 maggio 1686 – L'Aia, 16 settembre 1736) - un fisico e ingegnere nato a Danzica, l'inventore del termometro a mercurio e il fondatore della scala di misura della temperatura (grado Fahrenheit). Ha descritto il fenomeno della sopraffusione, ha dimostrato la dipendenza dalla temperatura della tensione di vapore, ha elencato le proprietà del platino, ha migliorato il telescopio newtoniano. Nel 1725 ha creato la scala termometrica (32F = 0C) usata nei paesi anglosassoni.
Nel 2010 il Senato dell'Università Tecnica di Danzica ha intitolato il Cortile sud a Johannes Hevelius e il Cortile nord a Daniel Gabriel Fahrenheit.

## Storia[2]
- 1904 – inaugurazione del primo anno accademico dell'Università Tecnica di Danzica (allora Università Superiore Tecnica Prussiana)
- 1921 – l'università fu consegnata alle autorità della Città Libera di Danzica
- 1941-1945 – l'università fu posta sotto controllo Germania nazista
- 1945 – l'università fu trasformata nell'istituzione accademica statale
- 1989 – conferimento dell'autonomia, 90º anniversario dell'università
- 2020 – realizzazione dell'idea dello sviluppo SMART University

## Missione e visione dell'università

### Missione
- Garantire formazione di qualità, fondata sul sapere, per le necessità dello sviluppo dinamico dell'economia e della società
- Svolgere attività di ricerca al livello globale e realizzare progetti innovativi per la società, garantendo attiva partecipazione nelle trasformazioni sociali, specialmente della scienza e tecnica
- Realizzazione del triangolo del sapere con le tre parti integrali: ricerca, formazione, innovazioni

### Visione – SMART University 2020
L'Università Tecnica di Danzica vuole ottenere altissimi risultati nei seguenti ambiti:
- Ottenere gli strumenti economici per adempiere ai compiti strategici, secondo gli scopi e le esigenze delle imprese dell'Unione europea, della Polonia e della regione.
- L'assimilazione dei meccanismi e l'uso delle tecnologie che stimolano soluzioni innovative, sia dell'università sia della regione
- La formazione secondo il Programma di apprendimento permanente, l'uso della progettazione di gruppo e dell'E-learning, la modernizzazione dei laboratori didattico-scientifici e rendere le ricerche più pratiche
- La garanzia delle condizioni vantaggiose per lo sviluppo degli studenti e ricercatori, specialmente di quelli più bravi
- L'eliminazione delle barriere amministrative, la cura della cultura lavorativa e dell'ambiente adatto per l'innovazione

## Cittadella universitaria

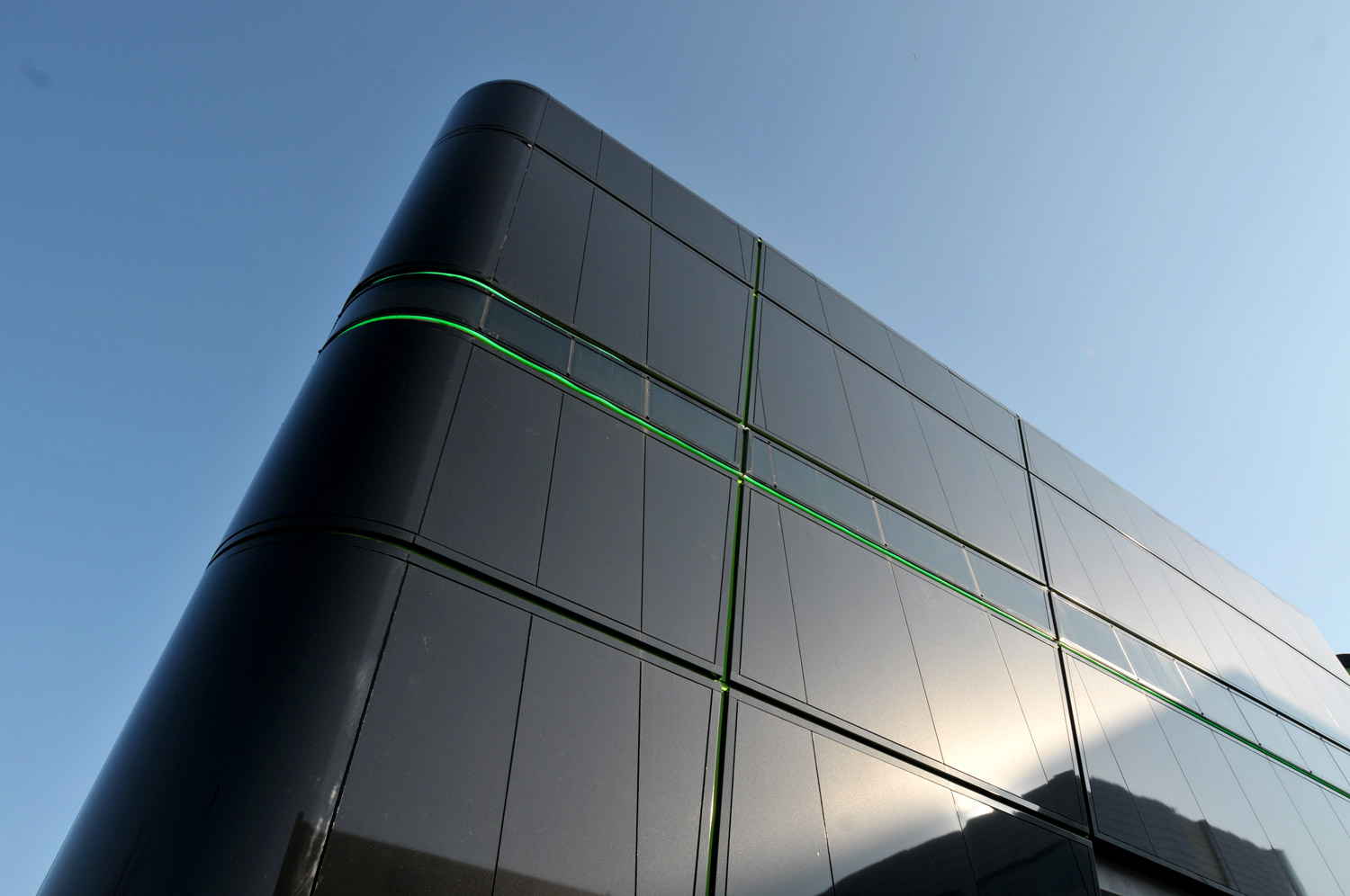
LINTE^2

Un simbolo dell'università è l'edificio Gmach Główny in stile neorinascimentale olandese, progettato dall'architetto Albert Carsten, professore dell'università. Durante la seconda guerra mondiale la maggior parte del tetto fu distrutta da un incendio. Nel 2012 è stata ricostruita la torre. 
Il territorio del campus si estende su 77 ettari. La cittadella è composta sia degli edifici storici che moderni. L'università è in continuo progresso. Nel 2015 ha avuto compimento una delle realizzazioni più importanti degli ultimi anni: un Centro di Nanotecnologia Archiviato il 27 luglio 2015 in Internet Archive.. Tra gli altri investimenti dell'università vi sono: il Laboratorio delle Tecnologie Innovative Elettroenergetiche e dell'Integrazione delle Energie Rinnovabili LINTE^2 e il Centro d'Insegnamento di Matematica e della Formazione a distanza.
Un luogo eccezionale su scala internazionale è il Laboratorio di Visualizzazione Spaziale Sommersa in cui è possibile camminare nel mondo virtuale e fare simulazione della realtà. Nel territorio dell'università si trova anche il Centro di Perfezione della Infrastruttura Scientifica della Creazione di Applicazioni. In questo centro si può trovare un supercomputer TRYTON (al 126 posto nella lista TOP500). 

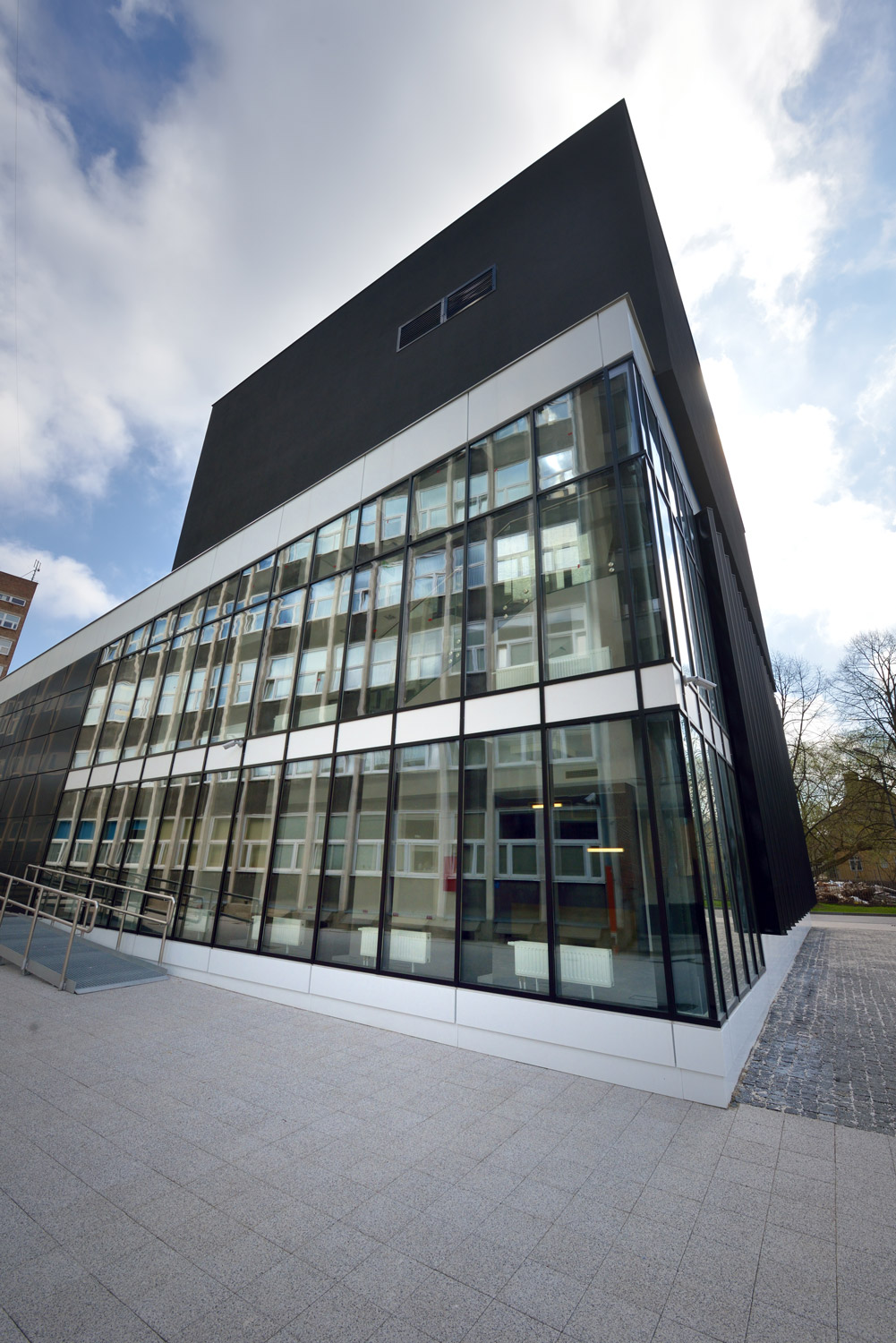
Il Laboratorio di Visualizzazione Spaziale Sommersa

L'Università Tecnica di Danzica ha un moderno quartiere studentesco con più di 1660 posti letto in 12 edifici. Gli studenti hanno a disposizione:
- la Biblioteca
- il Centro linguistico
- il Centro sportivo universitario[5] (in cui si trovano il palazzetto dello sport, la piscina, la palestra di judo, la palestra di fitness, i campi da tennis, il campo da calcio, il campo da pallavolo da spiaggia, la piscina di canottaggio e il Camper Park).

## Le facoltà[6]
Ci sono 9 facoltà, in cui studiano oltre 20.000 studenti:

### Facoltà di Architettura
- Architettura e Ordinamento Urbanistico
- Ordinamento Spaziale

### Facoltà di Chimica
- Biotecnologia
- Chimica
- Conservazione ambientale
- Tecnologie chimiche
- Chimica delle Costruzioni

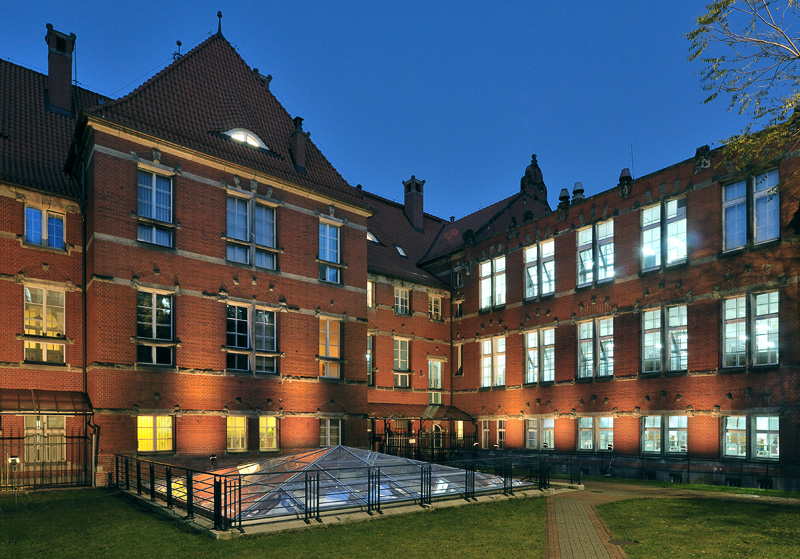
Facoltà di Chimica

- Conservazione e Degradazione dei Materiali
- Ingegneria dei materiali
- Ingegneria biomedica
- Green Technologies & Monitoring
- Gestione dei rifiuti

### Facoltà di Elettronica, Telecomunicazione e Informatica

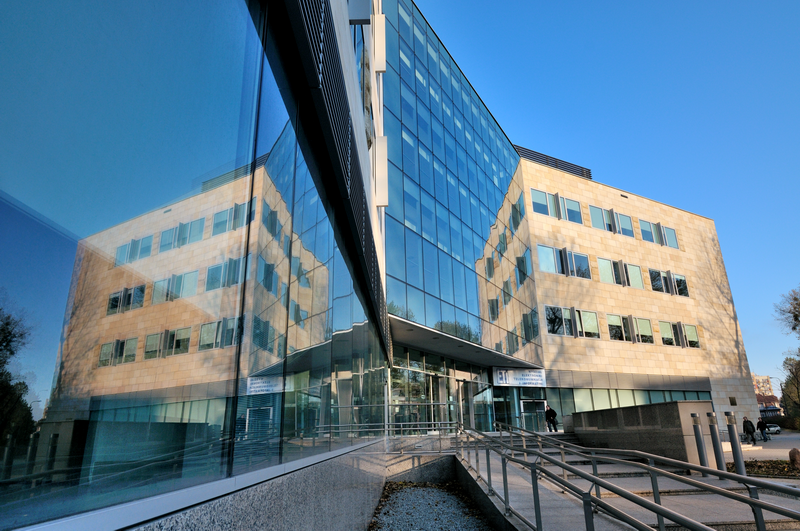
Facoltà di Elettronica, Telecomunicazione e Informatica

- Informatica
- Ingegneria biomedica
- Elettronica e Telecomunicazione
- Robotica
- Ingegneria dell'automazione

### Facoltà di Elettrotecnica e Automatica
- Automatica e Robotica
- Elettrotecnica
- Energetica (ingegneria)

### Facoltà di Fisica Tecnica e Matematica Applicata
- Ingegneria fisica
- Matematica
- Nanotecnologia
- Base delle Tecnologie
- Tecnologia dei materiali
- Ingegneria biomedica
- Programmazione e Base di dati

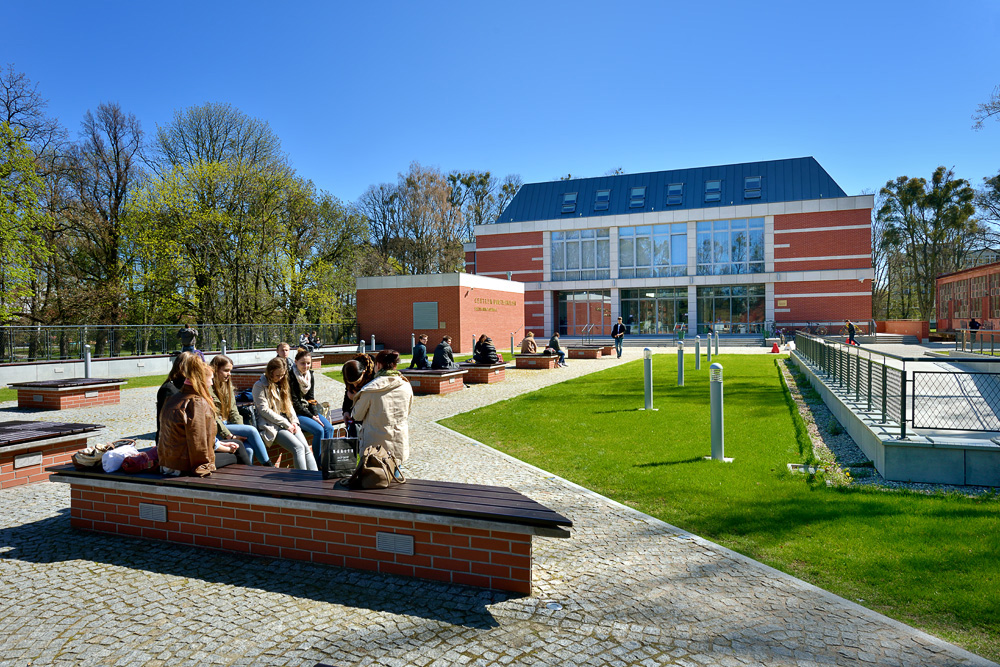
L'edificio di Nanotecnologia A

- Statistica e Matematica finanziaria
- Informatica
- Processo, Amministrazione e Analisi dei dati in SAS (linguaggio di programmazione)

### Facoltà di Ingegneria Civile e Ambientale

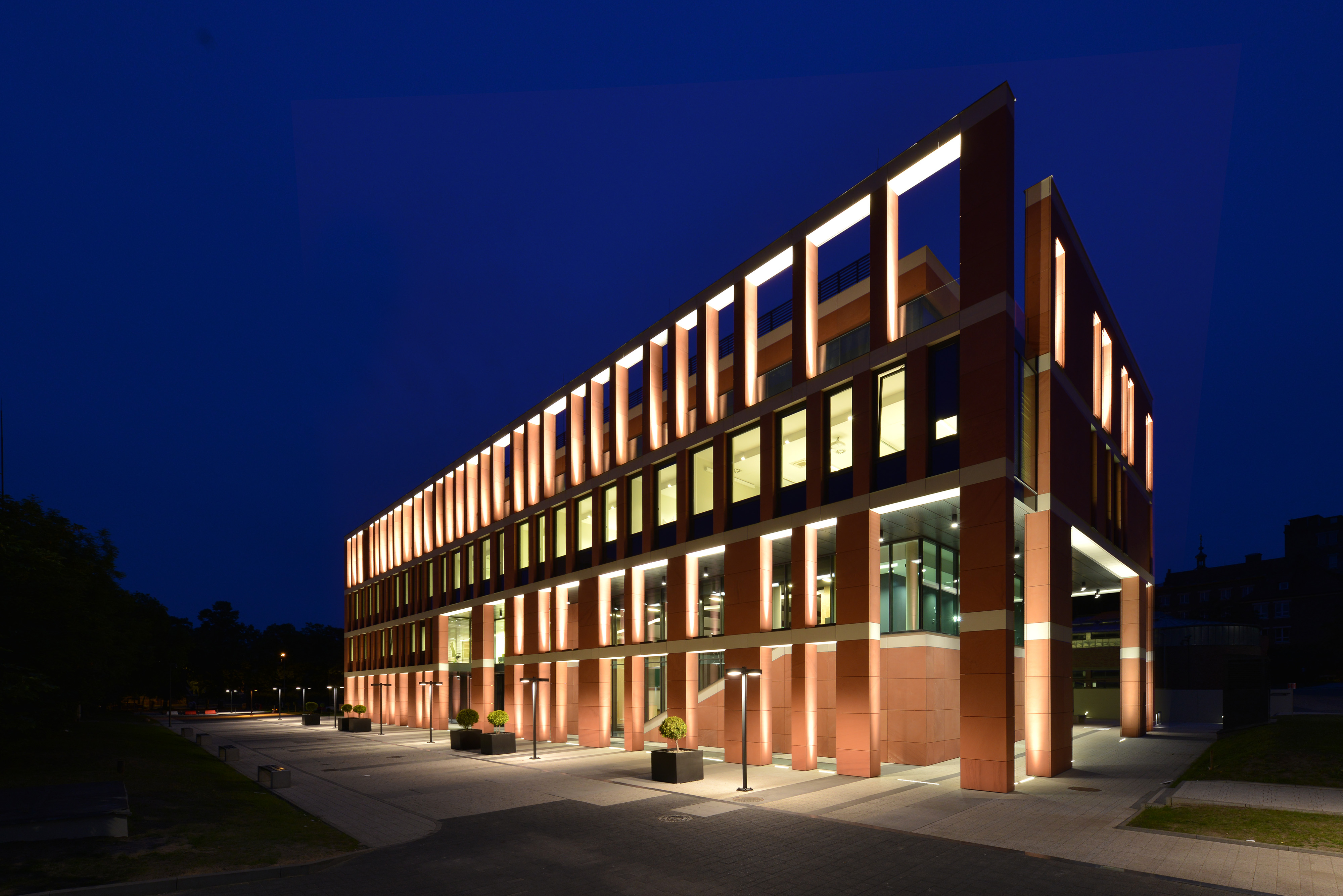
L'edificio di Nanotecnologia B

- Ingegneria civile
- Ingegneria ambientale
- Ingegneria dei trasporti
- Geodesia e Cartografia
- Tecniche geodetiche in Ingegneria

### Facoltà di Ingegneria Meccanica
- Meccatronica
- Ingegneria energetica
- Scienza dei materiali
- Ingegneria biomedica
- Ingegneria meccanica

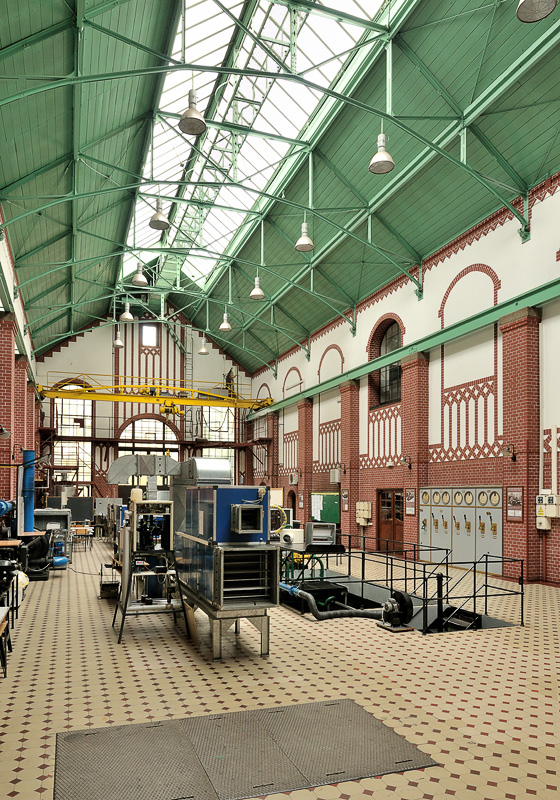
Facoltà di Ingegneria Meccanica

- Amministrazione e Ingegneria dei processi di produzione industriale

### Facoltà di Ingegneria Navale
- Ingegneria navale
- Trasporto
- Ingegneria energetica
- Tecniche geodetiche in Ingegneria
- Standardizzazione ISO e Gestione della qualità
- Ingegneria del petrolio e del gas

### Facoltà di Management ed Economia
- Economia analitica
- Studi europei

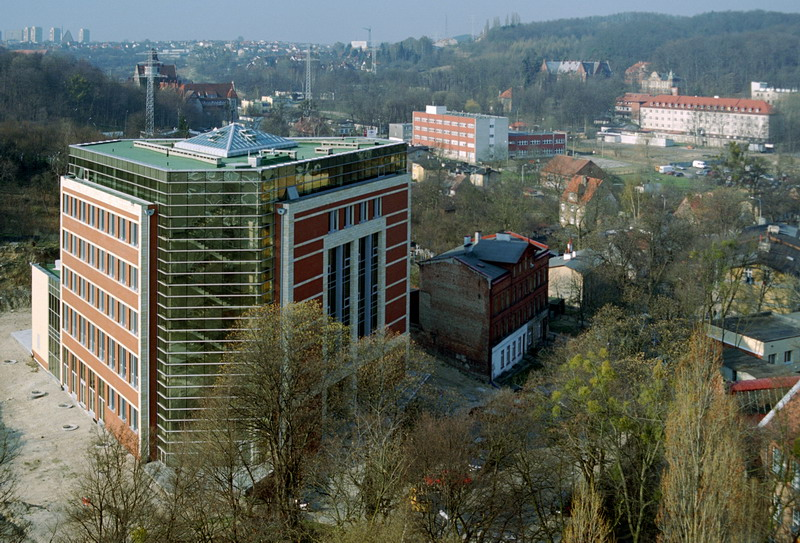
Facoltà di Management ed Economia

- Ergonomia cognitiva in Amministrazione ed Economia
- Amministrazione
- Economia amministrativa
- Economia
- Gestione del rischio e Ingegneria dell'affidabilità
- Logistica in pratica
- Qualità in tecnologia
- Master in business administration

## Le ultime invenzioni

### Cyber-eye
Il cyber-eye può aiutare alle persone in uno stato di coma. Il dispositivo è composto di una camera di radiazione infrarossa e uno speciale programma che nota il movimento del bulbo oculare. Il Cyber-eye permette seguire il luogo che è osservato sullo schermo del computer. Grazie a questo il paziente può informare dei suoi bisogni. Gli autori dell'invenzione hanno vinto il premio “Polish Innovation 2013”.

### MEDEYE
Dopo 15 minuti d'indagine la macchina indica un frammento sospetto dove si può incontrare l'ulcera, l'emorragia, il polipo o altra malattia. L'apparecchio manda l'informazione sull'analisi completa per un messaggio o E-mail. Il sistema supporta il lavoro dei medici che, grazie a questo strumento, non sono costretti a rivedere registrazioni che durano molte ore, ma possono concentrarsi sui frammenti indicati dal sistema. 

### PathMon
PathMon è un circuito integrato che analizza i segnali elettrocardiografici e dell'impedenza che contengono l'informazione sul ciclo cardiaco. Il dispositivo dà la possibilità della misurazione simultanea dei vari parametri vitali. L'analisi permette di scoprire alcuni atipici eventi che indicano rischio per la vita o pericolo di vita. 

### SleAp
SleAp è un monitor che controlla l'assenza di respirazione esterna. L'apparecchio scopre la presenza dell'apnea e i disturbi del respiro in condizioni domestiche.

### Riciclaggio di silicio
L'innovativa tecnologia del riciclaggio di silicio dalle celle solari. La tecnologia è molto più veloce ed economica dei metodi usati attualmente nel mondo. Il metodo dell'Università Tecnica di Danzica permette di ricevere puro silicio dalle celle solari e di ridurre significativamente il costo del processo. 

### Assistente domestico
Un assistente domestico per le persone anziane e malate che è composto di un completo di apparati che osservano discretamente il paziente durante le sue attività giornaliere. Il sistema raccoglie l'informazione grazie ai vari sensori. Quando un evento differisce dalla norma, l'impianto avvisa il medico che può occuparsi del paziente. 

### NOR-STA
Il sistema NOR-STA è una piattaforma dell'innovativo software che facilita la valutazione delle norme, come per esempio CAF o l'HACCP. Gli utenti della piattaforma sottolineano vari vantaggi, tra i quali il miglioramento della gestione di documenti o risparmio di tempo. L'invenzione ha vinto la medaglia d'oro alla Fiera internazionale di Poznań.

### Sound Mixing System
Una soluzione per le operazioni del telecomando per I gesti. Il sistema ha vinto la medaglia d'oro al “Convention of the Auto Engineering” a Roma. 

### Computer aroma interface
L'impianto progettato per le persone con i disturbi dello sviluppo mentale e sensoriale. Inoltre, l'interfaccia si può usare nei programmi educativi, per esempio l'uso dell'emittente d'odore durante il corso di biologia. L'apparecchio ha vinto la medaglia d'oro al “Convention of the Auto Engineering” a Roma. 

### Interfaccia per sincronizzare gli emisferi del cervello
L'obiettivo dell'apparecchio è il supporto della cura della dislessia, dei disturbi dello sviluppo mentale e sensoriale e anche l'accelerazione del tempo di apprendimento (come pure l'acquisizione delle lingue straniere). 

### Sistema logopedistico
L'apparecchio serve per il riconoscimento dei problemi di linguaggio e per la diagnosi dei disturbi grazie al programma informatico. Il prodotto permette adeguare i parametri del ricevente alle vere necessità del bambino e allenare l'abilità di capire il linguaggio. Il sistema ha vinto la medaglia d'oro al BRUSSELS Innova 2012.

### Bottiglia termica
Una bottiglia termica che mantiene la temperatura dei liquidi per più di dieci ore. Le bevande conservate in questa bottiglia restano fresche e saporite tre volte più a lungo di queste conservate nelle bottiglie disponibili sul mercato. Tutto questo è possibile grazie al materiale a cambiamento di fase che non è tossico, corrosivo e infiammabile.

### Mood Indicator
L'apparecchio che aiuta ai bambini con l'autismo capire le sue emozioni e l'emotività dei suoi interlocutori. La macchina si basa su alcuni parametri psicologici, nota quando una persona è nervosa e lo presenta per mezzo della luce blu.

### Detettore dei composti organici tossici
Un apparecchio che nota, pulisce ed elimina i composti organici tossici. È usato per riciclare dei elementi pericolosi come le sostanze chimiche, farmacologiche o industriali. L'invenzione è basata sull'elettroanalisi e applicazione di due elettrodi, uno dei quali è fatto da acciaio inossidabile e l'altro da nanodiamante con inserzioni di boro.

### Hybrid Drive System
Un gruppo motopropulsore elettrico che può essere usato come una fonte alternativa del motore a combustione che si usa nelle navi passeggeri. 

### Auditory - Visual Attention Simulator
Un'interfaccia che serve per le persone con i disturbi della visione e dell'udito e, per di più, può servire ai bambini con il sindrome da deficit di attenzione e iperattività come un simulatore della visione binoculare nei casi della ambliopia. L'invenzione ha vinto una medaglia di oro alla Fiera internazionale di Poznań e un premio al Brussels Innova 2012.

## Cooperazione internazionale
L'Università Tecnica di Danzica partecipa a vari programmi educativi e sviluppa la cooperazione con le istituzioni partner. L'università realizza più di 420 accordi bilaterali di Progetto Erasmus e quasi 80 accordi di carattere generale. All'università funzionano anche gli accordi della doppia laurea con le università danesi, francesi, tedesche, svedesi e italiane. Il politecnico fa parte delle organizzazioni: 
- European University Association
- CDIO (Conceive — Design — Implement — Operate)
- International Relations Offices Forum e Baltic Sea Region University Network.

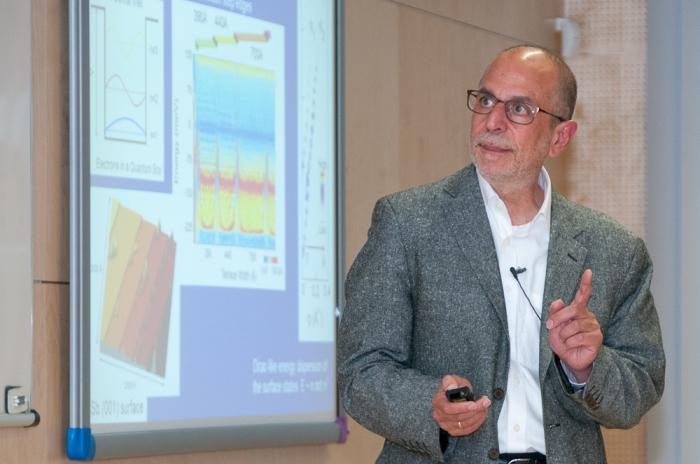
Robert Cava, dottore honoris causa, durante una lezione

L'università partecipa anche ai progetti educativi: 
- Progetto Erasmus
- Erasmus Mundus
- Jean Monnet
- CEEPUS
- Temphus-Phare
- Programma Leonardo da Vinci

## Cooperazione economica e transfer tecnologico
Negli ultimi 10 anni l'Università Tecnica di Danzica ha ottenuto più di 250 brevetti per invenzione. Durante la realizzazione sono 200 progetti scientifici statali e internazionali. Negli ultimi 3 anni l'università ha stipulato 700 accordi con gli imprenditori. 
L'università collabora con i parchi scientifico-tecnologici nel territorio della Tripla Città e le aziende polacche e internazionali:
- Det Norske Veritas
- Grupa LOTOS SA
- ENERGA SA
- Intel
- Lafarge
- Leonidas Capital SA
- Orlen Upstream
- PERN Przyjazn SA
- PGNiG
- POLLYTAG SA
- Samsung Electronics
- TRICOMED SA
- Zakłady Tłuszczowe Kruszwica SA
- Vistal Ocynkownia

Altri progetti:
- Pomorska Kolej Metropolitalna S.A: misure geodetiche di binari ferroviari e di viadotti
- Airbus Helicopters: progetti scientifici di tecnologie navali
- European Dental Implant Institute Vivadental: prototipo di impianto dentale
- Progetto ACCUS: installazioni SmartCity
- Bohemia Interactive Studio: laboratorio di emergency management
- IBM: Center for Advanced Studies
- Gdańskie Inwestycje Komunalne: consulenze scientifiche sul fiume Martwa Wisła a Danzica
- Polpharma: elaborazione di tecnologie farmaceutiche
- Blirt: elaborazione di medicine citostatiche

## Certificazioni
L'Università Tecnica di Danzica ha ottenuto varie certificazioni che confermano l'alta qualità dell'insegnamento, tra le quali:
- L'accreditamento per le università tecniche dalla Commissione statale
- Il Certificato ENAEE (European Network for Accreditation of Engineering Education)
- Il Certificato CUDA Teaching Center dall'azienda NVIDIA
- L'Accreditamento Microsoft Modern Lab (il primo nel mondo)
- Il Certificato Cadence Certified Lab Program
- Il Certificato Institute of Welding
- Il Certificato Det Norske Veritas
- Il certificato MBA

## I laureati
Il numero dei laureati tra gli anni 1904-1939 è più di 11.000. Invece nel primo secolo di vita dell'università, fra gli anni 1904-2014, si sono laureate più di 111.000 studenti. I laureati dell'Università Tecnica di Danzica sono quelli più desiderati sul mercato del lavoro polacco e trovano un lavoro subito dopo gli studi o durante i primi 3 mesi.

## Galleria d'immagini

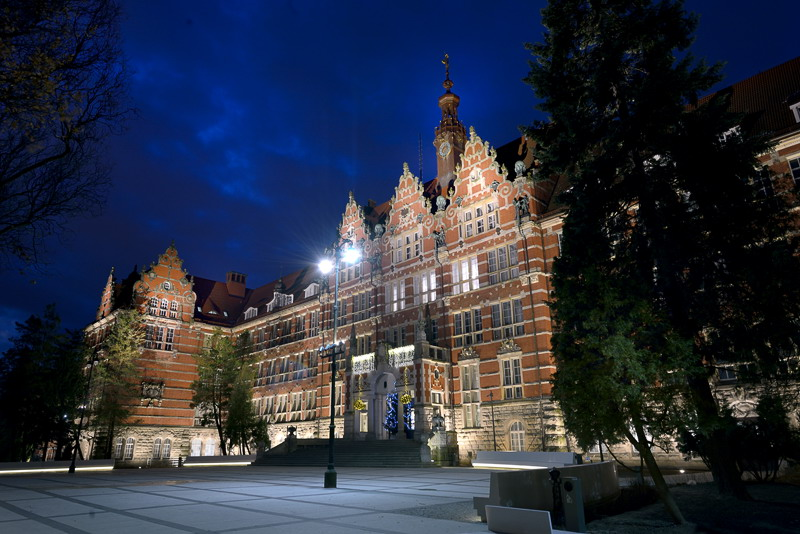
L'edificio del politecnico
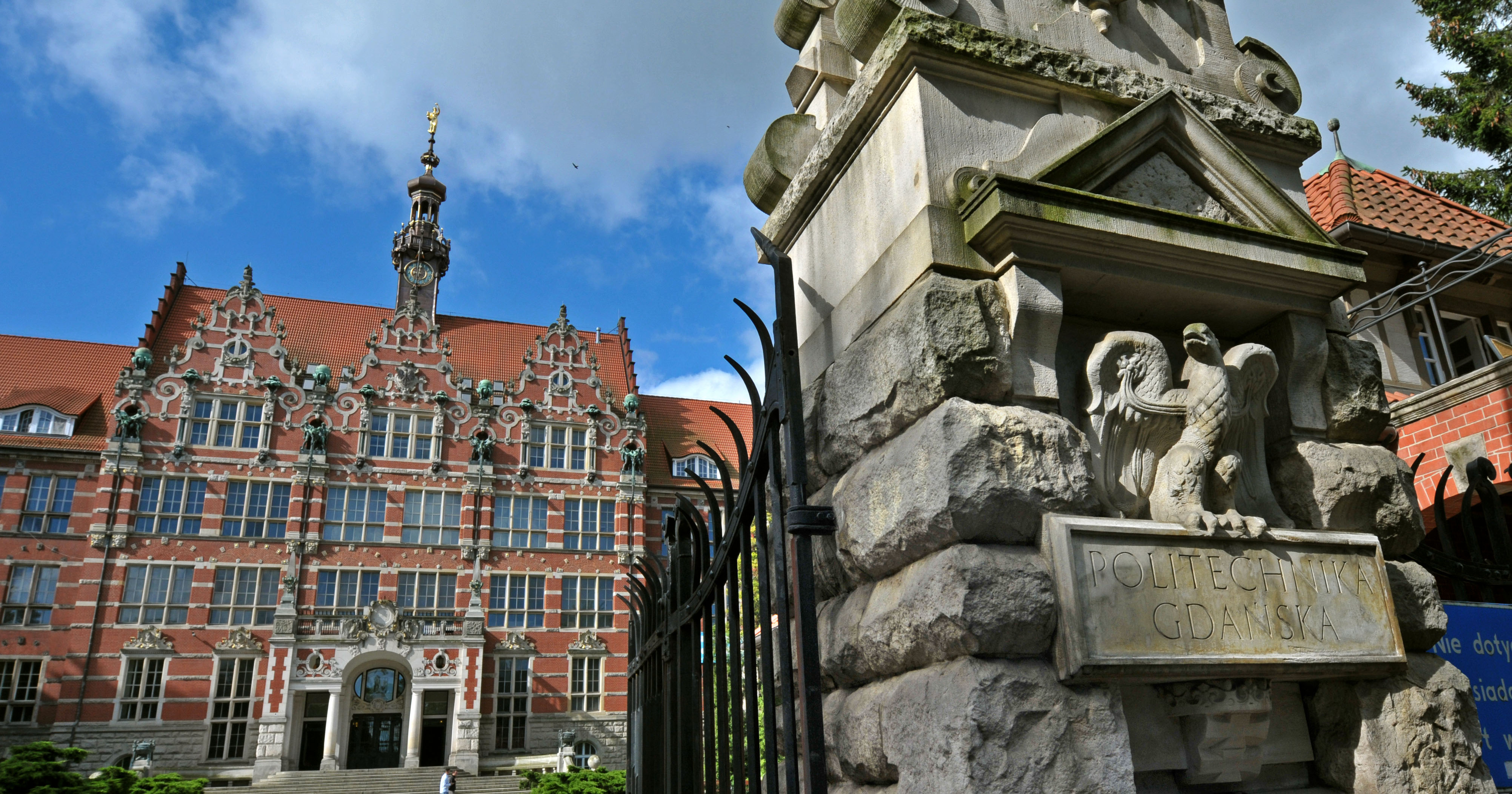
L'edificio del politecnico
Il bassorilievo di Hevelius
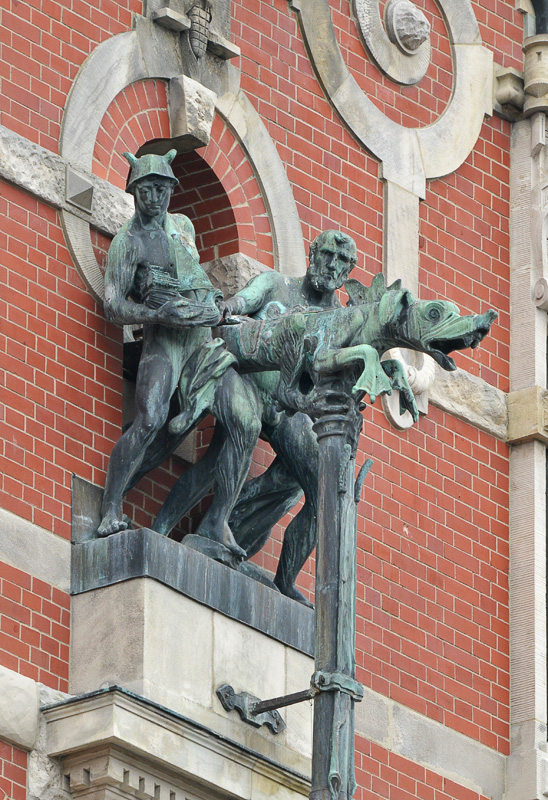
Gli elementi decorativi
Il pendolo di Foucault
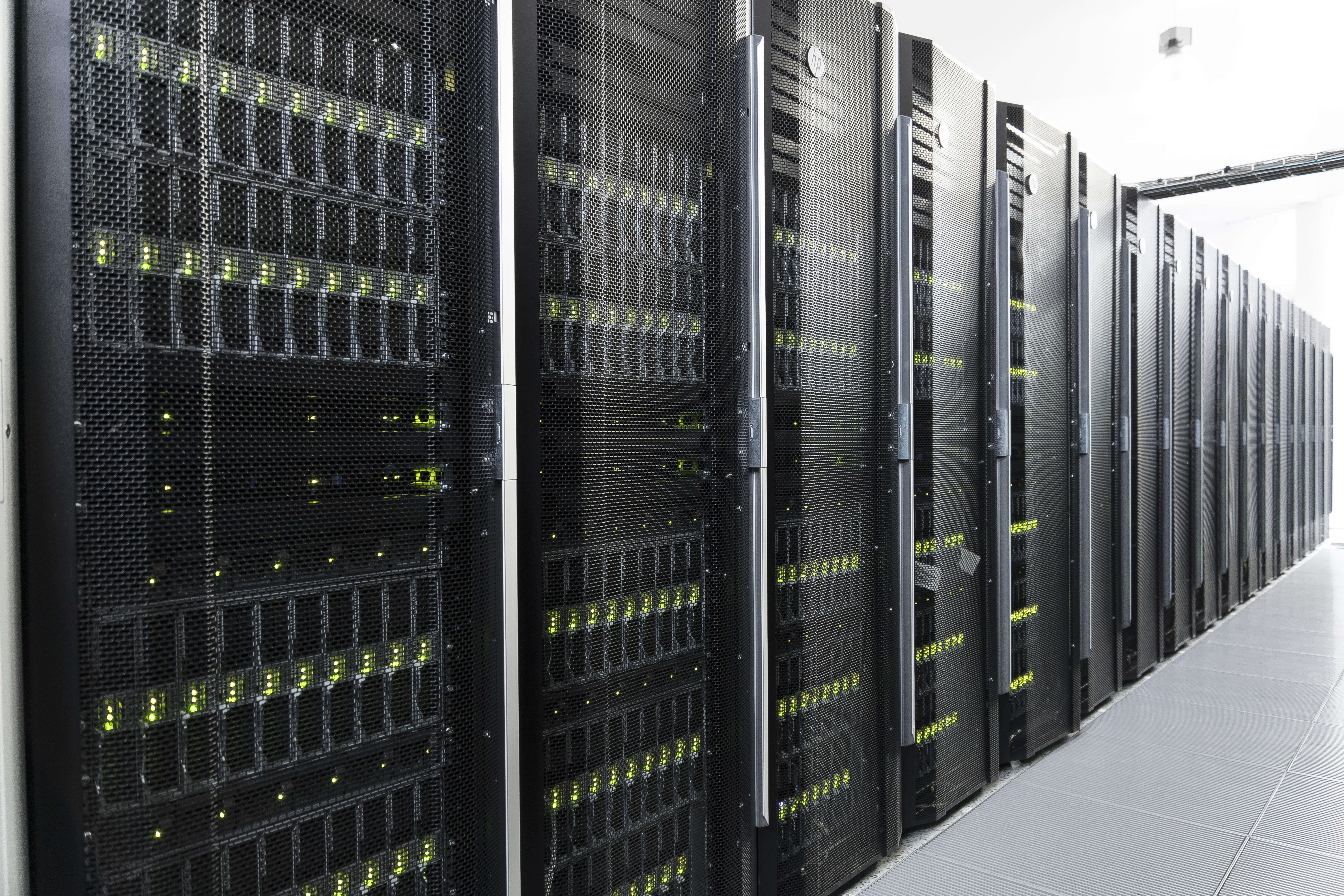
Il supercomputer TRYTON
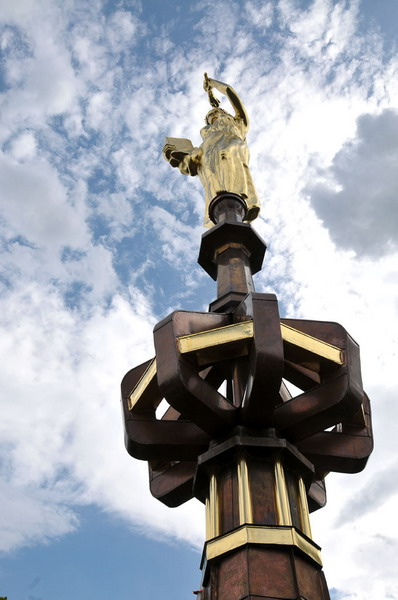
L'allegoria della scienza
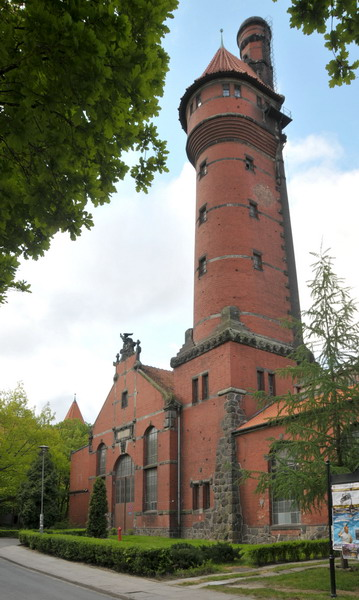
Il serbatoio idrico a torre
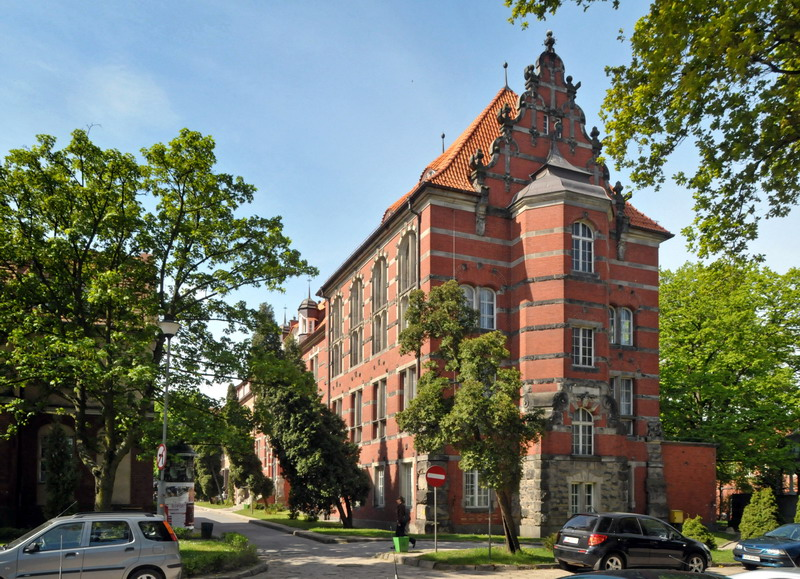
La facoltà di Elettrotecnica e Automatica
La facoltà di Management ed Economia
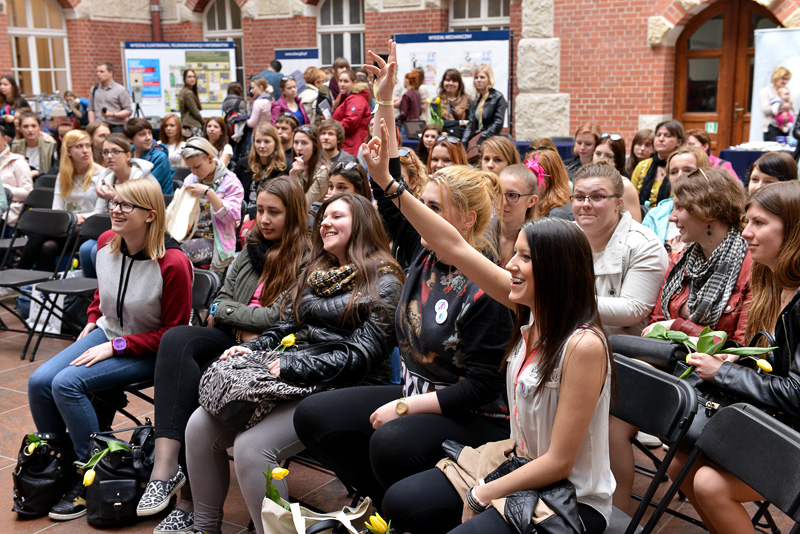
Studenti
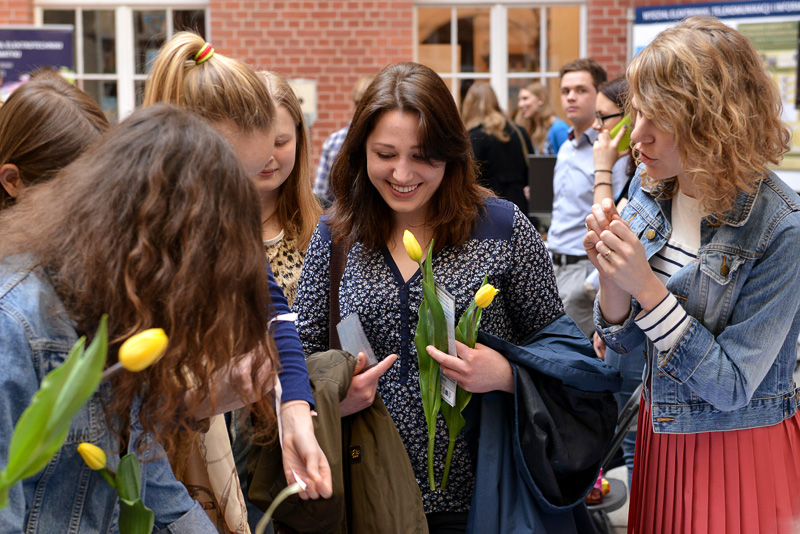
Studenti
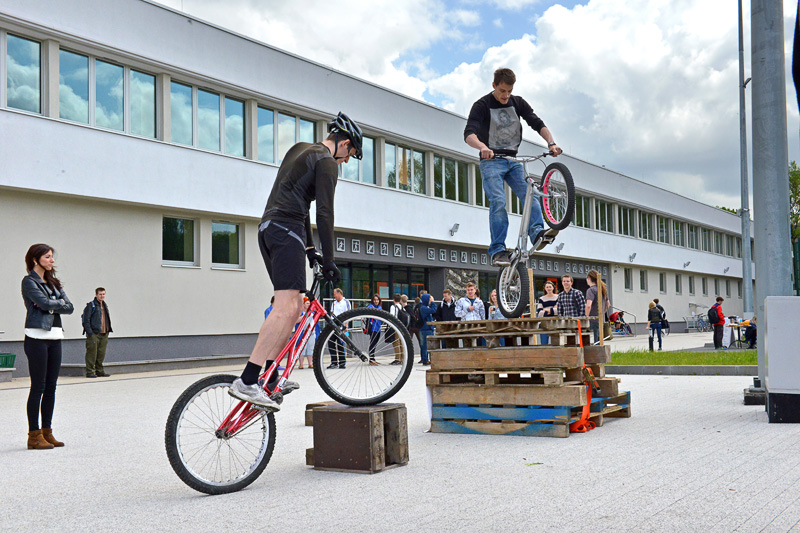
La giornata dello sport
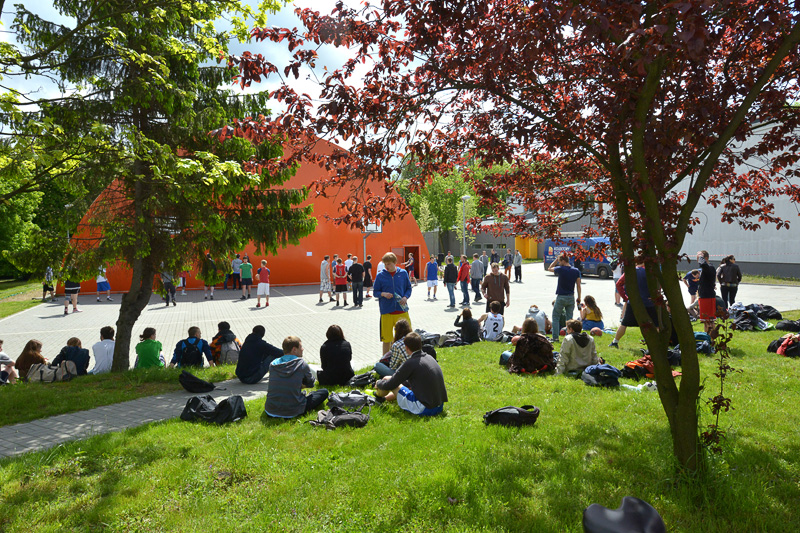
La giornata dello sport
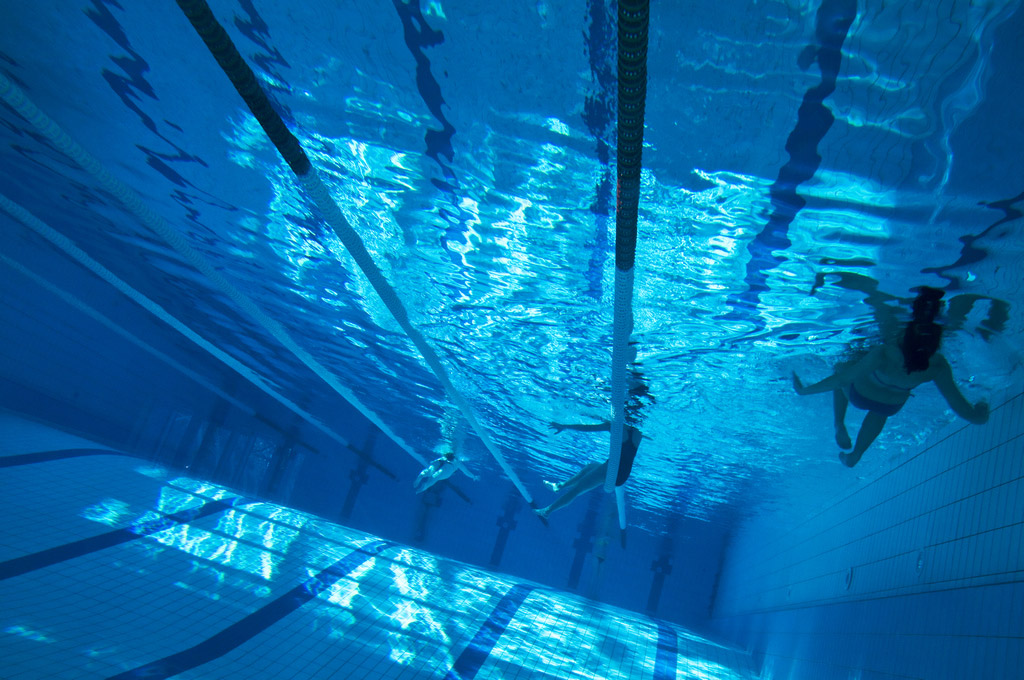
Centro sportivo universitario - piscina
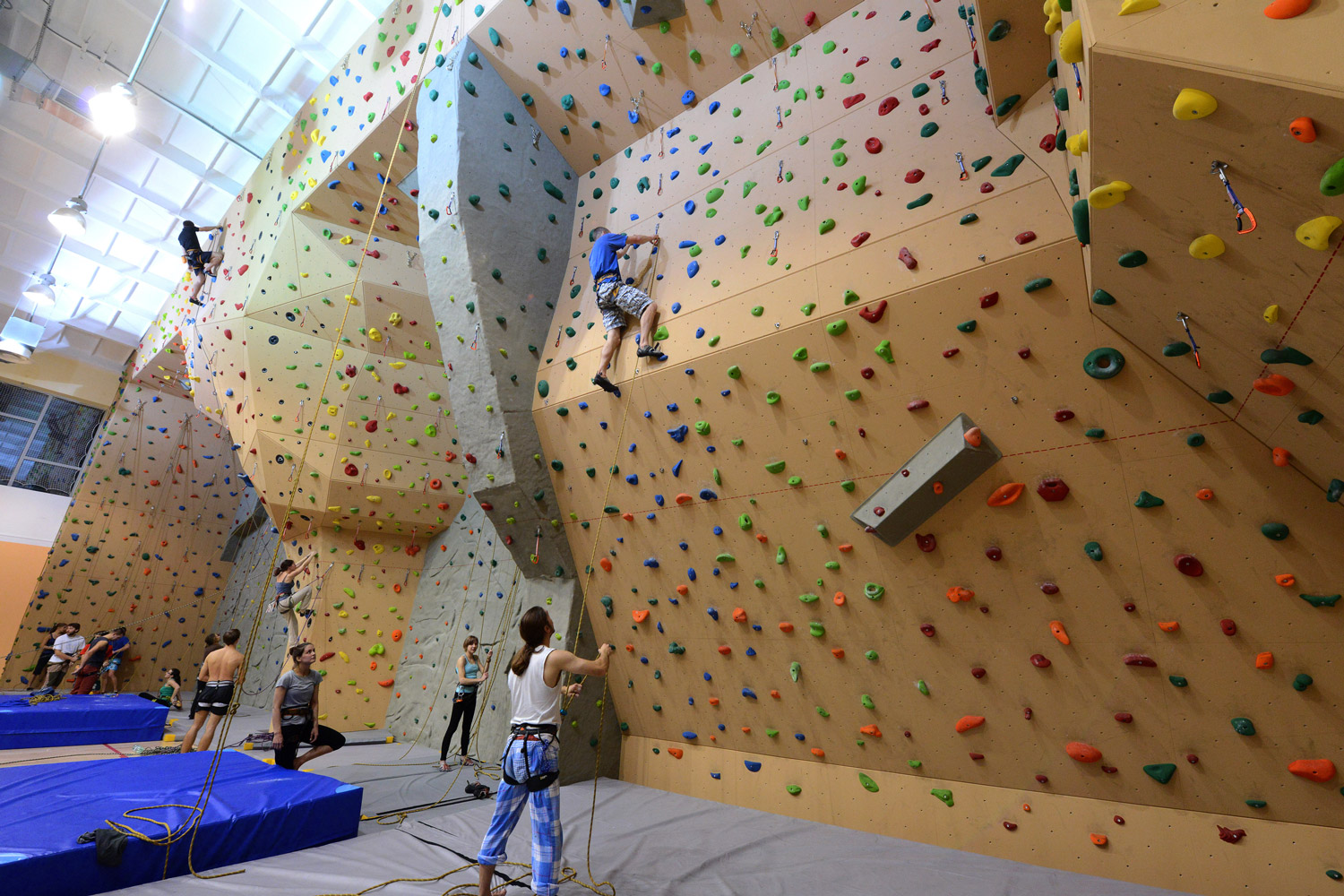
Centro sportivo universitario - parete per arrampicata
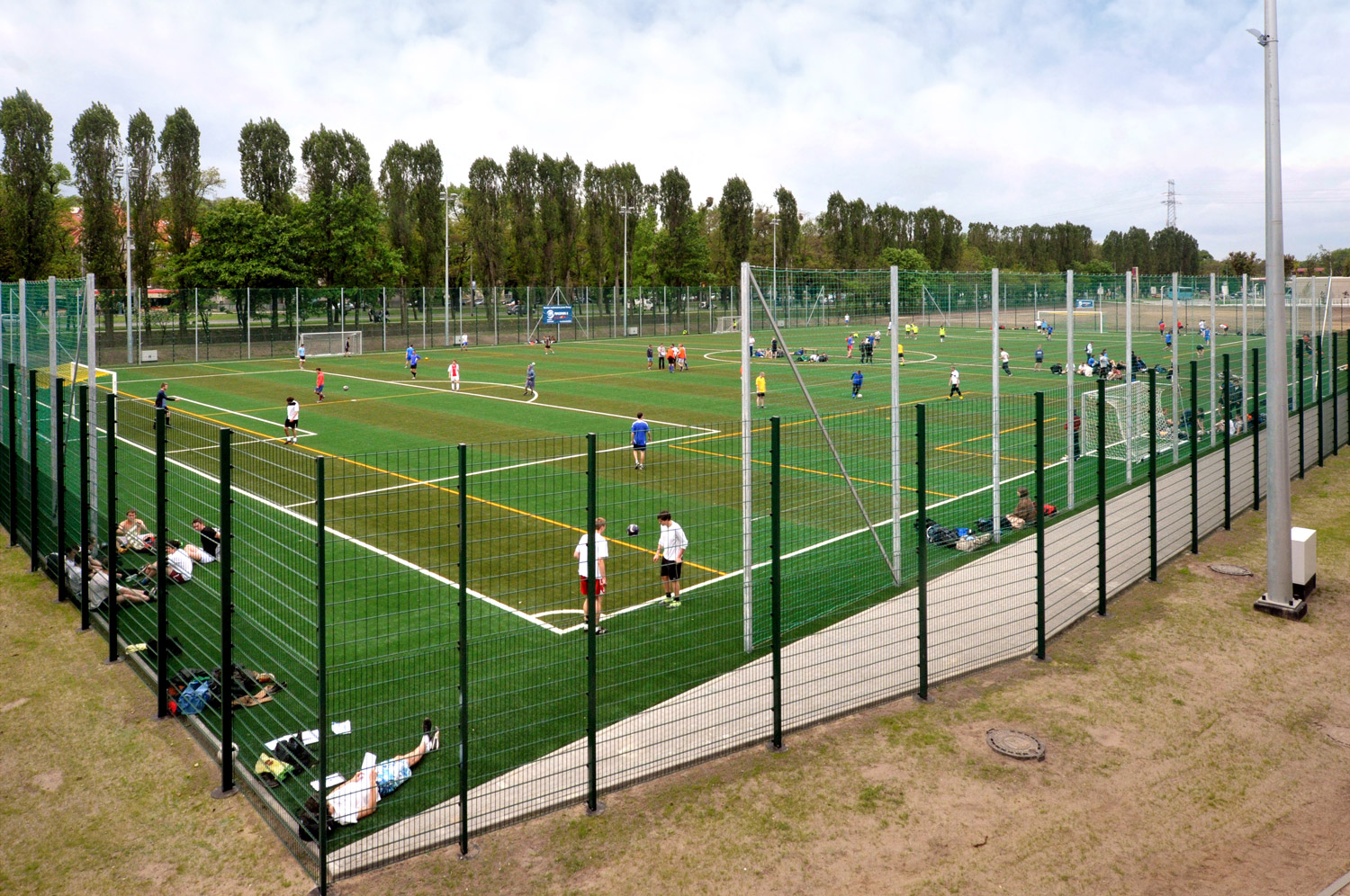
Centro sportivo universitario - campo da calcio